# Cyanarctia carpintera
Cyanarctia carpintera là một loài bướm đêm thuộc phân họ Arctiinae, họ Erebidae.